# Batracomorphus calliope
Batracomorphus calliope är en insektsart som beskrevs av Knight 1983. Batracomorphus calliope ingår i släktet Batracomorphus och familjen dvärgstritar. Inga underarter finns listade i Catalogue of Life.